# Escola Politècnica Superior de Lleida
L'Escola Politècnica Superior (EPS) és un centre universitari que pertany a la Universitat de Lleida (UdL), a Lleida, el Segrià.
L'escola està ubicada al Campus de Cappont de Lleida, amb una subseu al Campus Universitari Igualada–UdL.

## Història
El 8 d'abril de 1989 l'aleshores Estudi General de Lleida creà una comissió tècnica d'assessorament amb l'objectiu de constituir una Escola Universitària d'informàtica. El 19 novembre de l'any següent, el 1990, es feia la primera reunió de professorat de la nova Escola Universitària d'Informàtica de Lleida (EUI), que es constituí oficialment el 19 de març de 1991 amb la celebració de llur primera junta. La llavors anomenada Escola Universitària Politècnica (EUP) fou l'EUI l'embrió de l' Escola Politècnica Superior amb la creació de la Universitat de Lleida, el 30 de desembre de 1991 i amb seu a l'Edifici del Rectorat.
L'any 1993 l'EUP es constituí en dos departaments: Enginyeria Informàtica i Matemàtica. Aquell curs celebrà així mateix les primeres eleccions a director de L'escola guanyades per l'equip liderat per en Josep Maria Miret.
El curs 1997/98 l`Escola Universitària Politècnica va ampliar l'oferta de titulacions amb la implantació dels estudis d'Enginyeria Tècnica Industrial, estudis que es realitzaren aquell curs al Campus d'Agrònoms i que es traslladaren el curs següent i juntament amb els d'informàtica al nou edifici del Campus de Cappont.
El curs 2003/04 s'inicien els estudis de segon cicle. La primera oferta consistí en el de segon cicle d'Enginyeria Informàtica, i fou amb motiu d'aquest segon cicle que l'escola va passar a ser una Escola Superior adoptant el nom actual d'Escola Politècnica Superior i sota la direcció aleshores de Carles Capdevila.
El 2005/06 s'afegeix a l'oferta la titulació d'Arquitectura tècnica i s'amplia l'Escola amb la inauguració del nou edifici CREA, Centre de Recerca en Energies Aplicades, on s'ubiquen laboratoris docents i de recerca de les titulacions d'Industrials i Arquitectura Tècnica. Javier Chavarriga i Ferran Badia foren els directors durant aquell període.
Pel 2006/07 arriba el Pla Bolonya, oficialment pla de convergència a l’Espai Europeu d'Educació Superior (EEES), i l'escola inicia la impartició del Màster en Enginyeria de Programari Lliure al que s'afegí el curs 2008/09 el Màster en Interacció Persona - Ordinador, tots dos en el marc del Programa de Postgrau en Enginyeria i Tecnologies de la Informació.
El curs 2012/13, l'Escola Politècnica Superior sota la direcció de Francesc Giné inicia nova etapa amb un procés d'internacionalització amb una doble titulació de grau conjunta amb la VIA University College de Dinamarca. En concret es tracta d'una doble titulació de Grau en Arquitectura Tècnica i Civil Engineering. Després de alguns mesos de litigis en l'àmbit estatal, es substituí la denominació del Grau en Enginyeria de l'Edificació per Grau en Arquitectura Tècnica. S'iniciaren a més i conjuntament amb la Facultat de Dret i Economia de la UdL un doble Grau en Enginyeria Informàtica i Administració i Direcció d'Empreses pioner a Catalunya.
El curs 2013/14 l'Escola Politècnica Superior va iniciar dues noves dobles titulacions internacionals: La primera es la doble titulació de Grau en Energy and Environmental Engineering i Enginyeria Mecànica amb la Universitat finlandesa de Novia UAS, la segona una doble titulació de Màster en Computer Scence i Enginyeria Informàtica amb l'Institut Tecnològic de Bandung a Indonèsia.
El curs 2015/16, s'endega un itinerari formatiu interuniversitari en format de Doble Titulació en Arquitectura Tècnica i Arquitectura conjuntament amb la Universitat Rovira i Virgili de Tarragona. Ambdues universitats habilitaran per aquell curs un itinerari perquè els alumnes de quart curs d’Arquitectura Tècnica puguin obtenir també el Grau en Arquitectura de forma que l’alumnat pot assolir les dues titulacions en un termini mínim de 6,5 cursos acadèmics. Cal destacar l’aspecte innovador d’aquesta proposta, ja que es tracta del primer itinerari formatiu en format de tronc interuniversitari dins la branca d’Arquitectura que s'impartirà a Catalunya.
El curs 2017/18 l'Escola Politècnica Superior endega un nou grau pioner a Catalunya: el Grau en Enginyeria de l'Energia i Sostenibilitat. La formació que atorgarà el nou Grau en Enginyeria de l'Energia i Sostenibilitat (GEES) en matèria d'energia i en tecnologies emergents fou una aposta estratègica de màxima prioritat, tant a escala europea com en l'àmbit mundial.
El curs acadèmic 2018-19 va arribar amb l'assumpció per part de la Universitat de Lleida de la titularitat dels estudis d’enginyeria del Campus Universitari d'Igualada, fins aquell moment dependents de l’ Universitat Politècnica de Catalunya (UPC). L’EPS assumí així l’inici d’estudis de grau i màster que ja s'impartien com ara el grau en Enginyeria Química o el Màster en Enginyeria del Cuir, únic a Europa; però també amb les noves titulacions de grau al Campus Igualada-UdL Grau en Enginyeria en Organització Industrial i Logística i Grau en Tècniques d’Interacció Digital i Computació, impartit a més en modalitat de Formació Dual. Es projecta d'altra banda l'obertura del Grau en Disseny Digital i Tecnologies Creatives.
El curs 2019/20 s'inicià una doble titulació dels graus de la branca industrial del campus Igualada amb el Grau en Administració i Direcció d'Empreses de la Universitat Oberta de Catalunya (UOC): els Dobles Graus ADE Industrial (Industrials Campus Igualada - UOC).

## Campus i Departaments
L'EPS s'organitza en dos seus seus, els campus de Lleida i d'Igualada. El de Lleida és dividit entre dos edificis principals: l'edifici central de l'EPS i l'edifici del CREA, i disposa així mateix d'espais en edificis comuns del campus que comparteix amb la Facultat de Dret, Economia i Turisme i la Facultat d'Educació, Psicologia i Treball Social. Aquests espais compartits són:
- Centre de Cultures i Cooperació Transfronterera (CCCT) - carrer Jaume II, 67.
- Edifici Polivalent:
  - Aulari 1 - carrer Jaume II, 71.
  - Aulari 2 - carrer Pere Cabrera s/n.

Per la seva banda, el campus d'Igualada és situat al pla de la Massa de la capital de l'Anoia.
Pel que fa als departaments adscrits a l'EPS, hi trobem:
- Departament de Matemàtica[9]
- Departament d'Enginyeria Industrial i de l'Edificació[10]
- Departament d'Enginyeria Informàtica i Disseny Digital[11]

## Excel·lència i Qualitat
L'Escola Politècnica Superior de Lleida està dotada del Sistema de Garantia Interna de la Qualitat (SGIQ) de la Universitat de Lleida (UdL) per assegurar la qualitat al llarg de la vida de cada titulació. L'any 2016 rebé els segells de qualitat Euro-Inf per al grau i el màster en Enginyeria Informàtica, i l'EUR-ACE per al grau en Enginyeria Mecànica, el grau en Enginyeria Electrònica, Industrial i Automàtica, i el màster en Enginyeria Industrial, als que s'afegí el 2022 el Grau en Enginyeria de l'Energia i Sostenibilitat. D'altra banda, el grau i el màster en Enginyeria informàtica de l'Escola Politècnica Superior de la UdL també compten amb la valoració d'excel·lència per part de l'Agència per a la Qualitat del Sistema Universitari de Catalunya (AQU).

## Galeria d'imatges

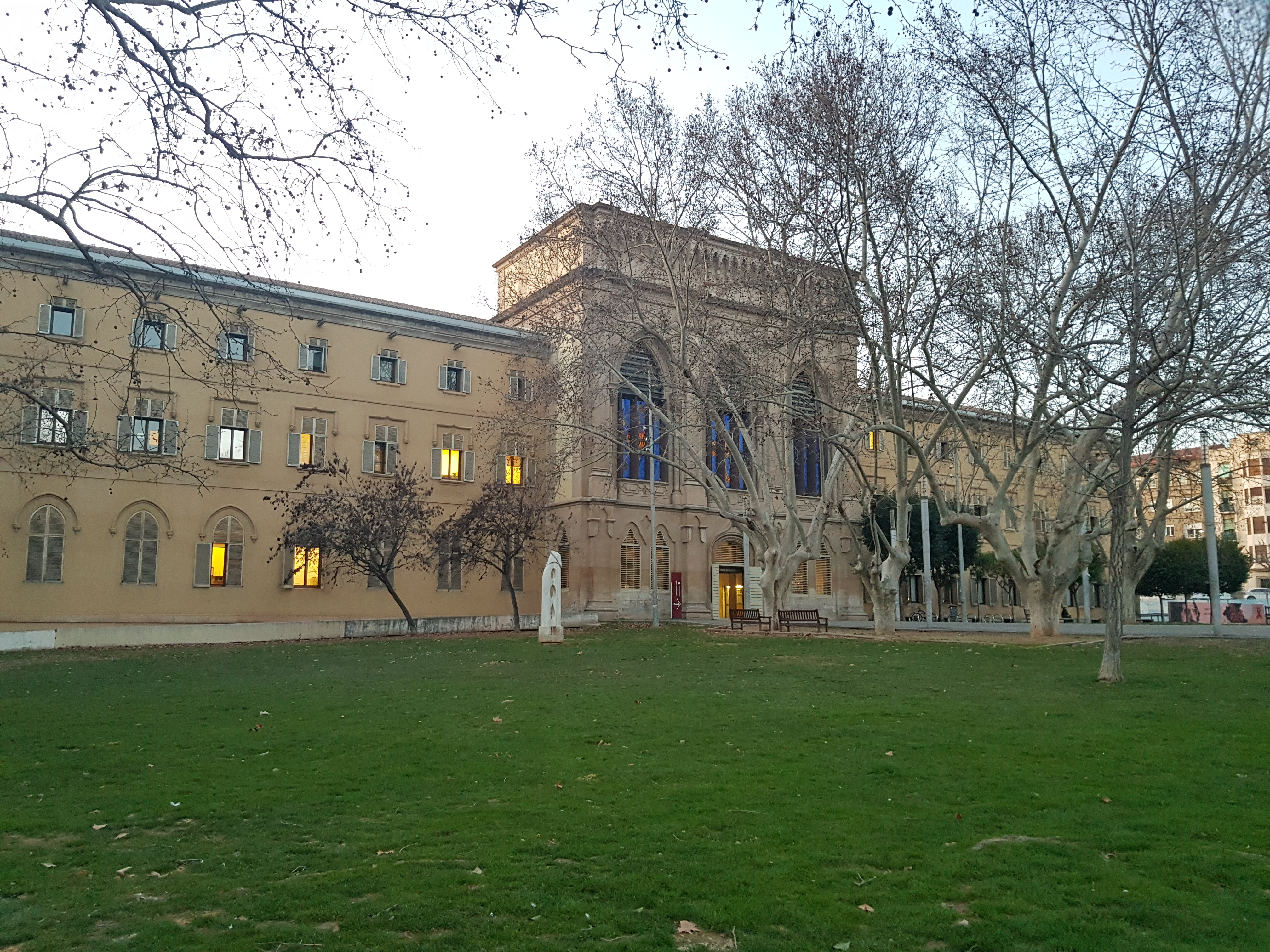
L'edifici del Rectorat de la Universitat de Lleida, seu original de l'EPS.
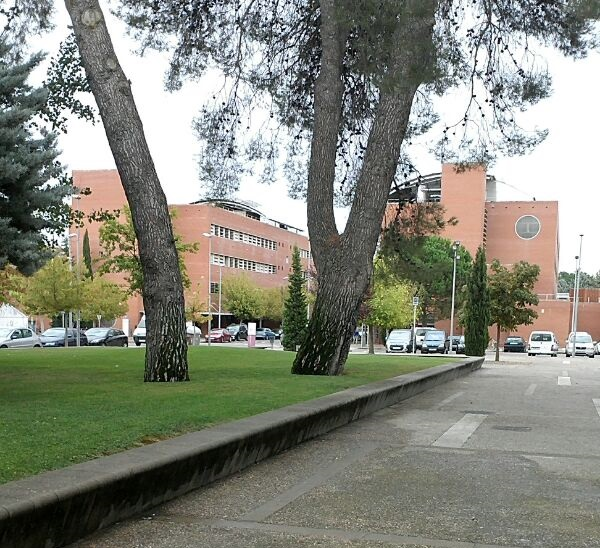
Campus d'agrònoms de la Universitat de Lleida, segona seu de l'EPS.
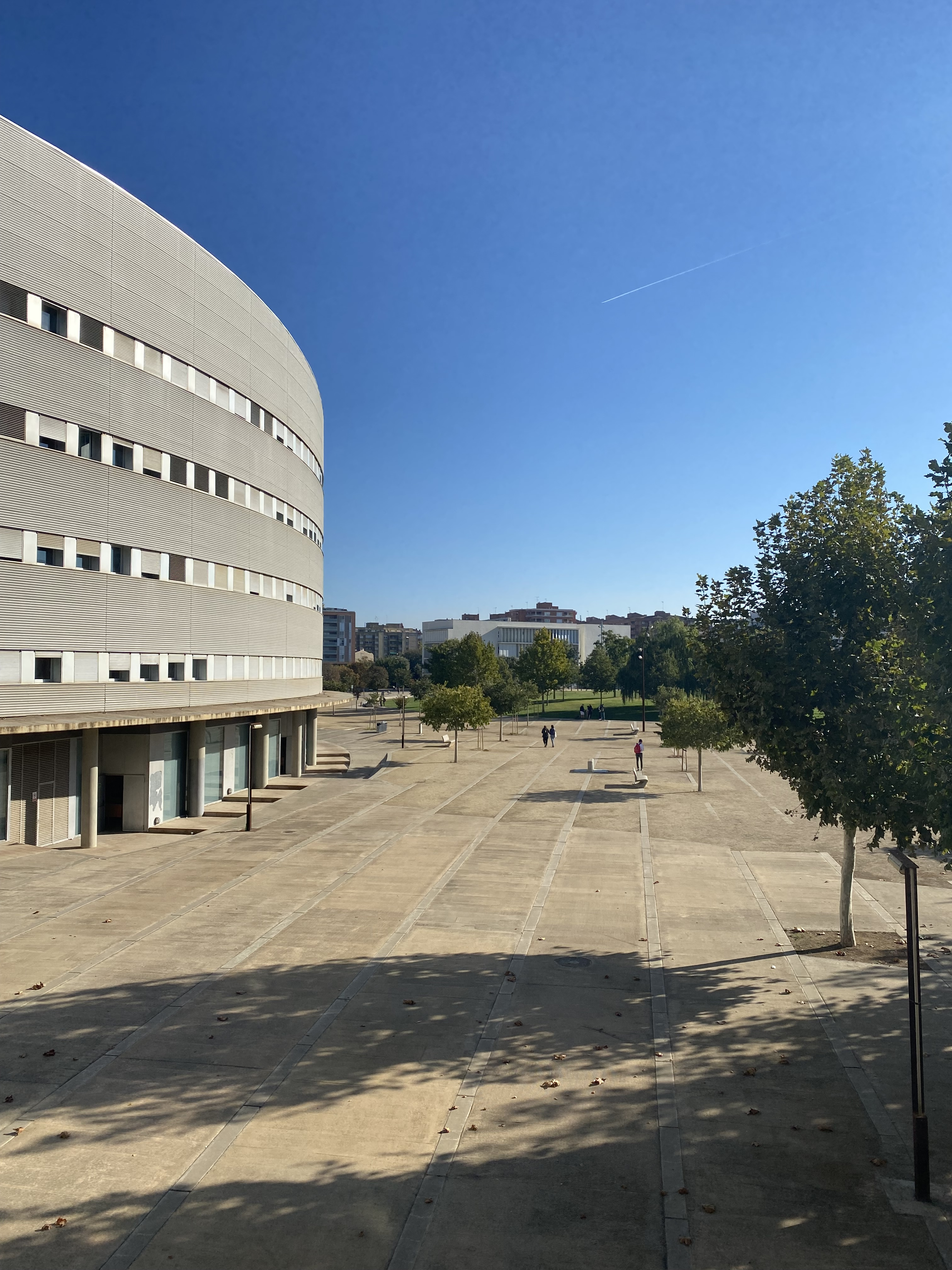
Campus de Cappont de Lleida, seu actual de l'EPS.
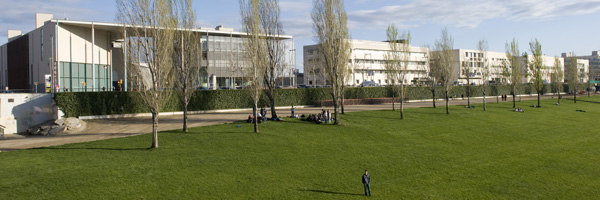
D'esquerra a dreta. Vista de part de l'edifici de la biblioteca, l'EPS, i l'edifici polivalent 1 al campus de Lleida.
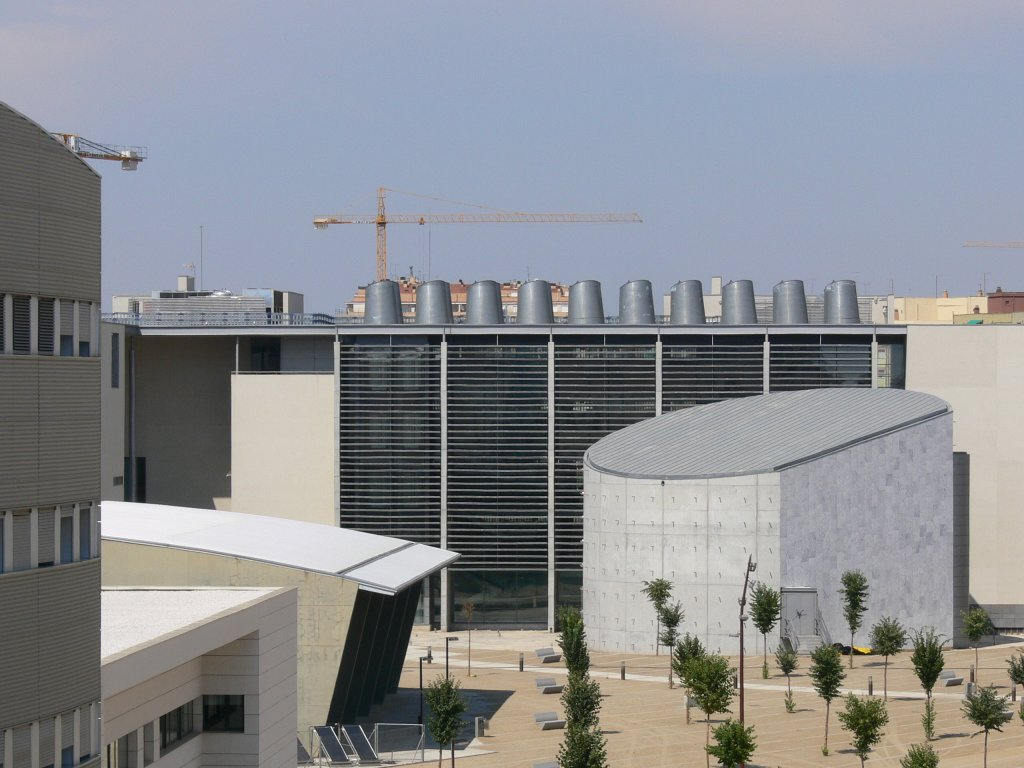
Una altra vista del campus de Cappont de Lleida.
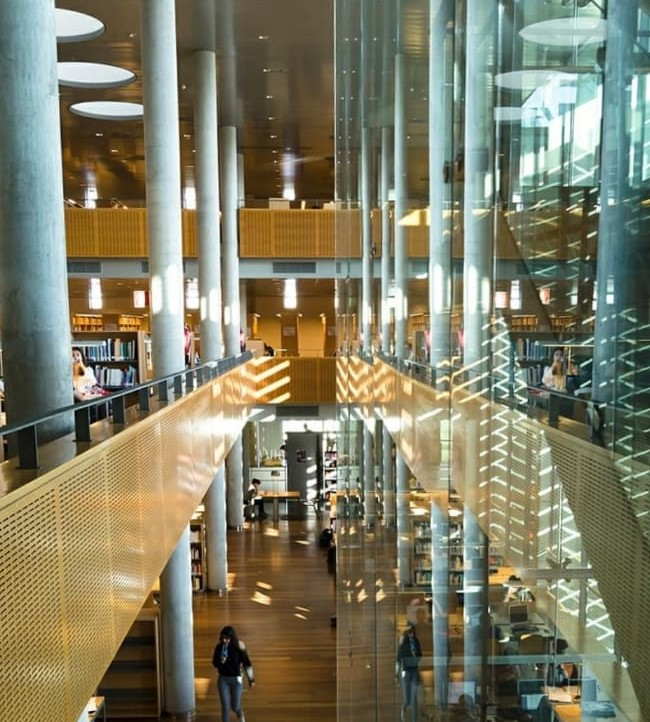
Biblioteca del campus de Cappont de Lleida.
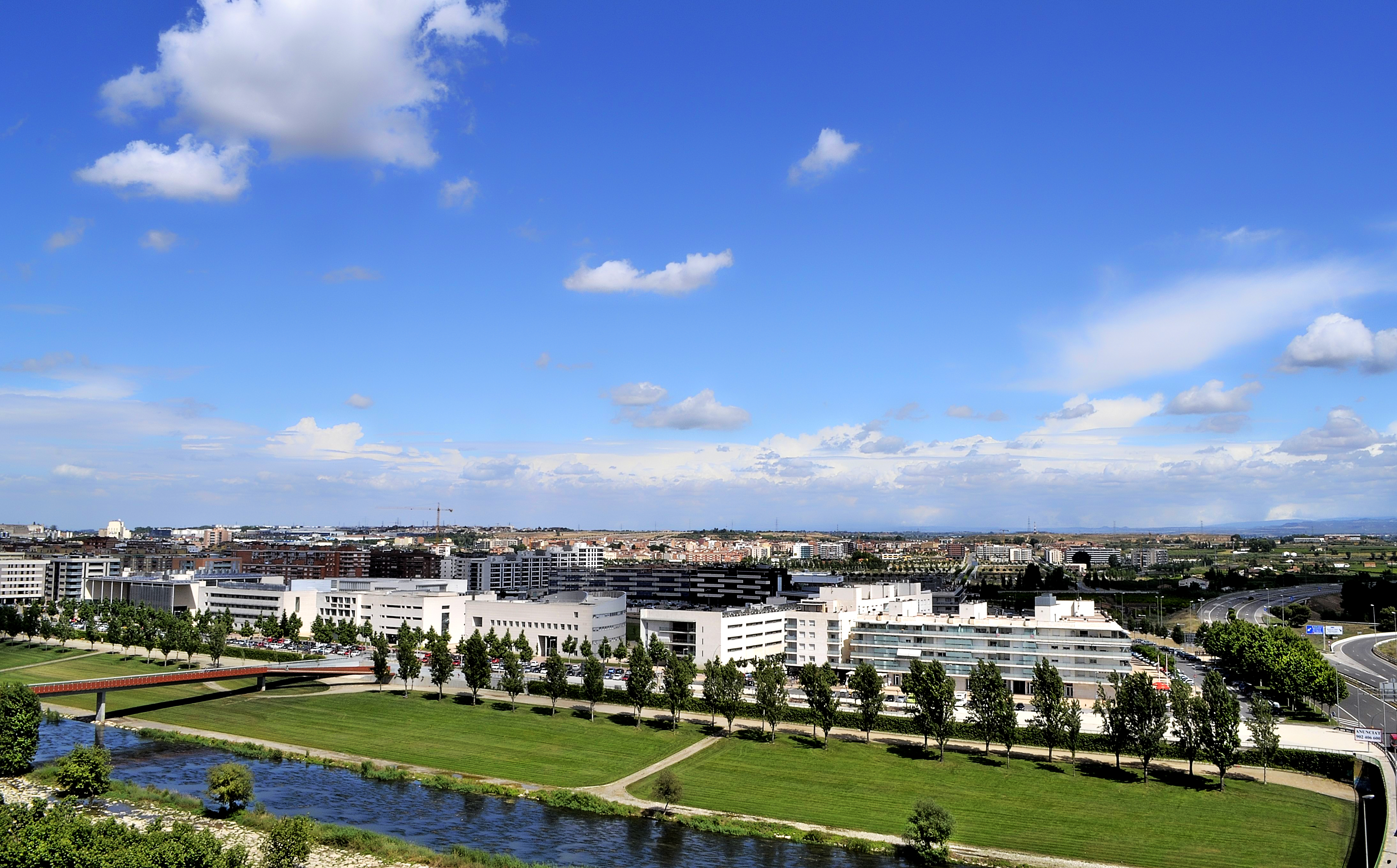
Vista general del campus de Cappont de Lleida.
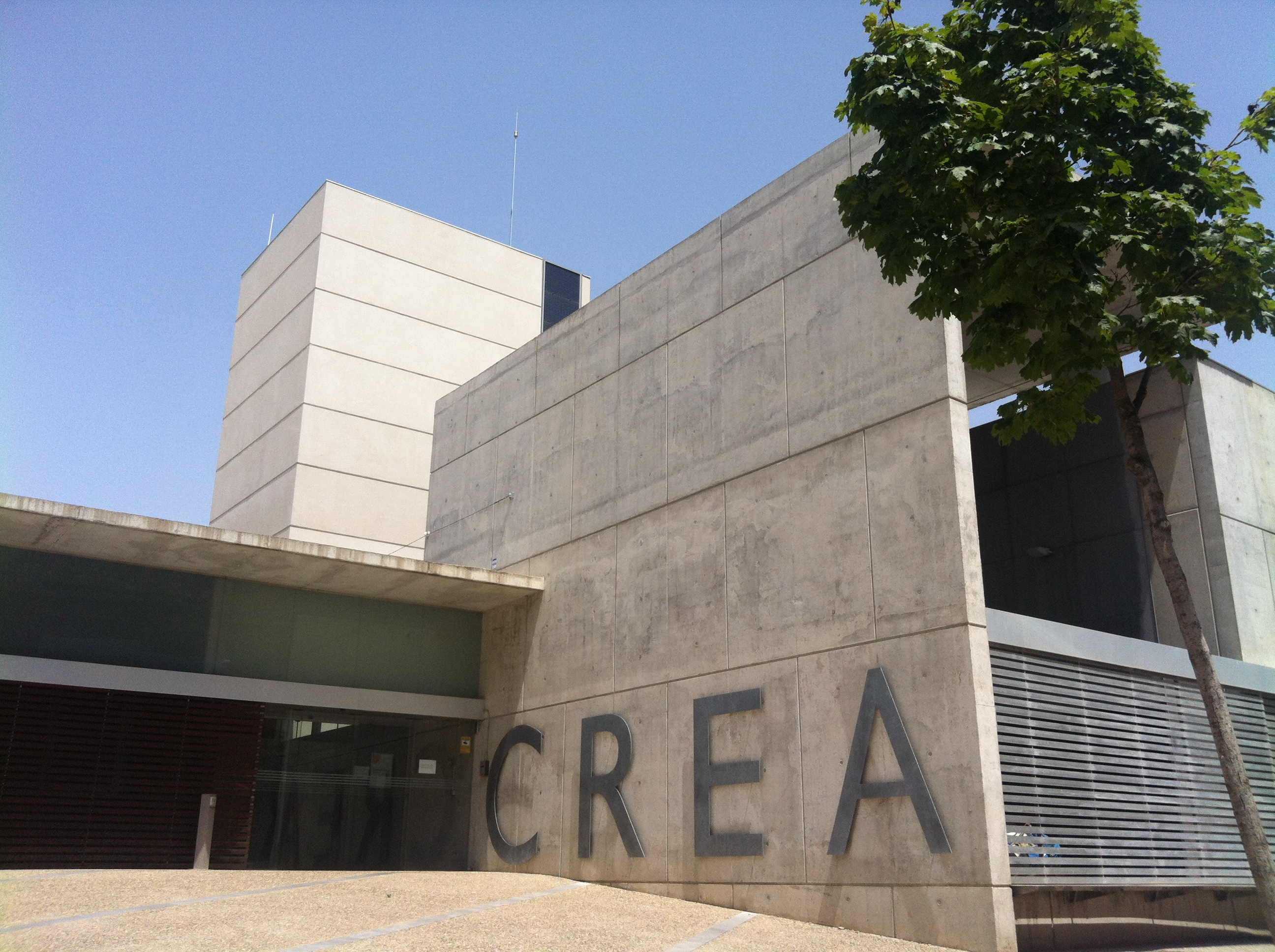
L'edifici del CREA del campus de Cappont de Lleida.
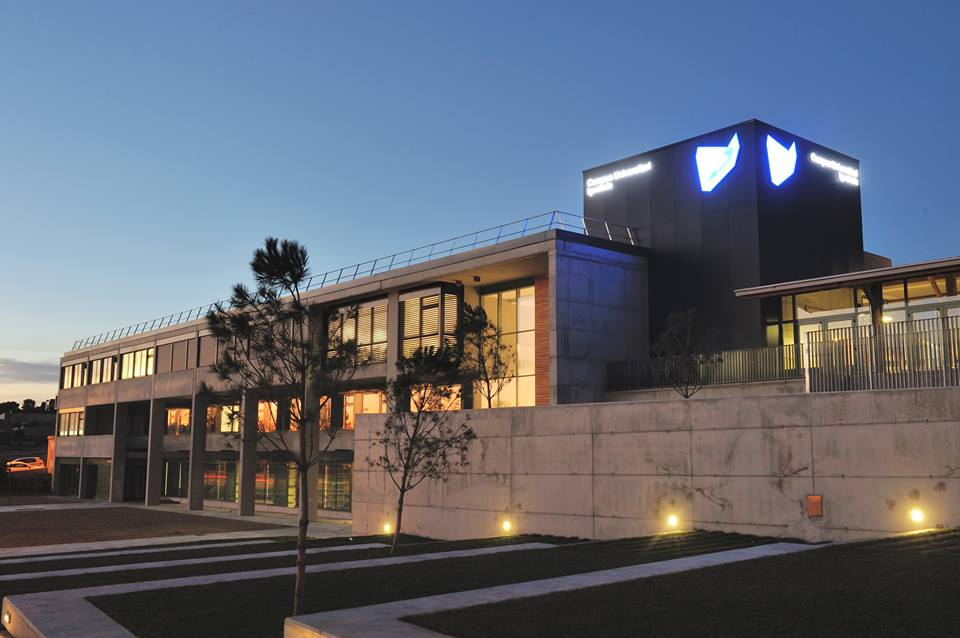
El campus d'Igualada
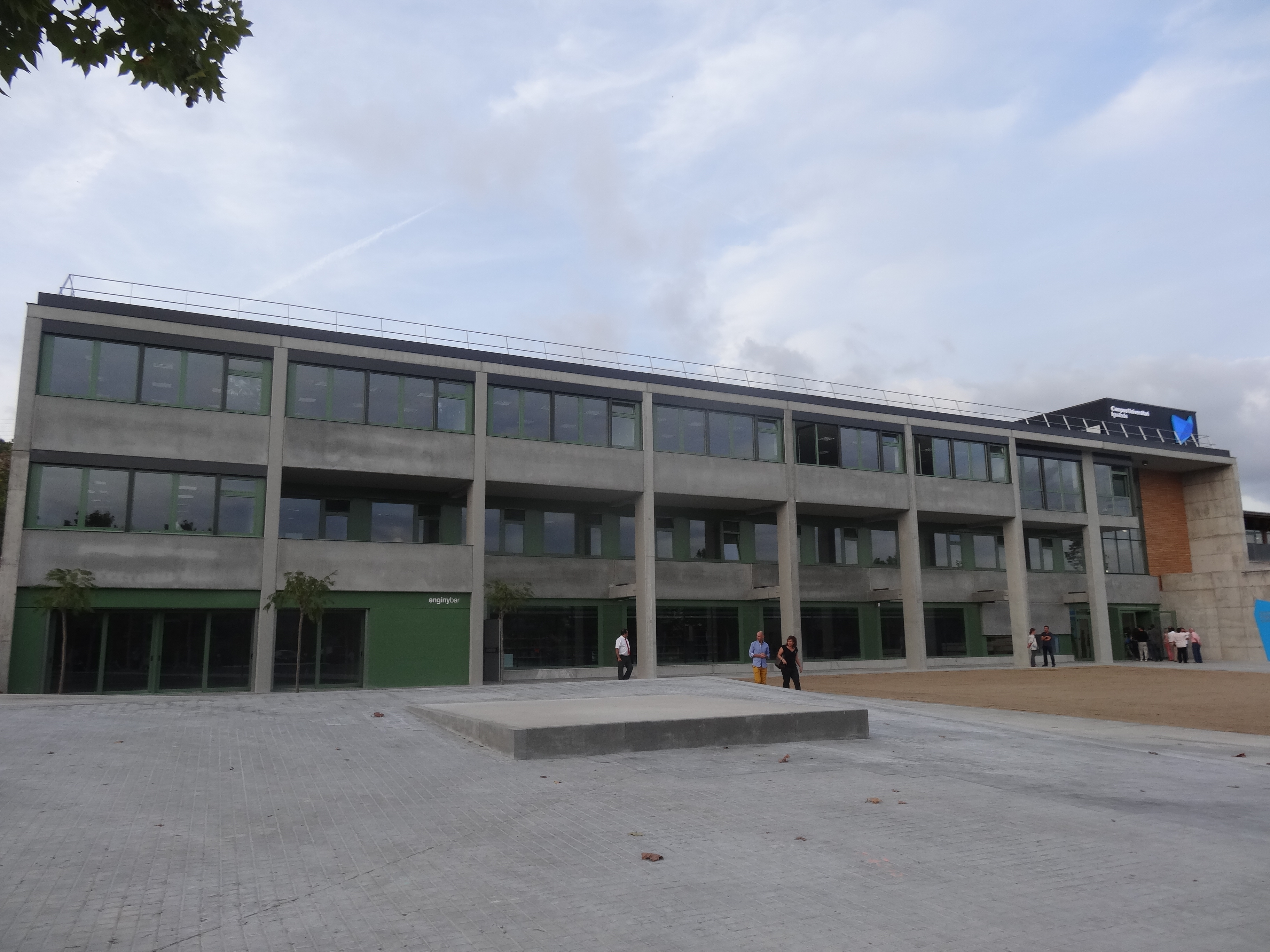
Una altra vista del campus d'Igualada.